# Lullabies of Birdland
Lullabies of Birdland (укр. Колискові країни птахів) — третій студійний альбом американської джазової співачки Елли Фіцджеральд, вийшов на лейблі Decca Records у 1954 році. До альбому увійшли різні пісні, записані у 1945–1955 роках спільно з контрабасистом Реєм Брауном, піаністом Доном Ебні, трубачем Саєм Олівером та іншими музикантами.

## Список композицій
| Сторона 1 | Сторона 1             | Сторона 1                | Сторона 1      | Сторона 1  |
| #         | Назва                 | Автор слів               | Автор музики   | Тривалість |
| --------- | --------------------- | ------------------------ | -------------- | ---------- |
| 1.        | «Lullaby of Birdland» | Джордж Девід Вайс        | Джордж Ширінг  | 2:51       |
| 2.        | «Rough Ridin’»        | Вільям Теннісон-молодший | Хенк Джонс     | 3:14       |
| 3.        | «Angel Eyes»          | Ерл Брент                | Метт Денніс    | 2:54       |
| 4.        | «Smooth Sailing»      | Арнетт Кобб              | Арнетт Кобб    | 3:06       |
| 5.        | «Oh, Lady Be Good!»   | Айра Гершвін             | Джордж Гершвін | 3:08       |
| 6.        | «Later»               | Генрі Гловер             | Тайні Бредшо   | 2:32       |
| 17:45     |                       |                          |                |            |

| Сторона 2 | Сторона 2             | Сторона 2        | Сторона 2                         | Сторона 2  |
| #         | Назва                 | Автор слів       | Автор музики                      | Тривалість |
| --------- | --------------------- | ---------------- | --------------------------------- | ---------- |
| 7.        | «Ella Hums the Blues» | Елла Фіцджеральд | Елла Фіцджеральд                  | 5:13       |
| 8.        | «How High the Moon»   | Ненсі Гамильтон  | Морган Льюїс                      | 3:15       |
| 9.        | «Basin Street Blues»  | Спенсер Вільямс  | Спенсер Вільямс                   | 3:07       |
| 10.       | «Air Mail Special»    | Джиммі Манді     | Чарлз Генрі Крісчен, Бенні Гудмен | 3:02       |
| 11.       | «Flying Home»         | Сід Робін        | Лайонел Хемптон                   | 2:27       |
| 17:04     |                       |                  |                                   |            |